# Stade Francis-Turcan
Le stade Francis-Turcan est un stade de football français situé à Martigues.
Il accueille les matchs du Football Club de Martigues depuis son inauguration en 1965.

## Histoire
Le stade porte le nom de Francis Turcan (1912-1968) qui fut le maire de la ville de Martigues de 1946 à 1947 puis de 1959 à 1968.
À sa création en 1965, la capacité du stade est de 2 500 places assises. Il offre des infrastructures et des équipements améliorés par rapport à l'ancien stade Aldéric-Chave. Le stade possède alors une piste d'athlétisme et une seule tribune, la tribune Paradis, qui reste à ce jour la seule tribune couverte du stade. Des gradins entourant la piste d'athlétisme sont également construits, permettant au stade de pouvoir accueillir environ 7 000 spectateurs. Le 8 mai 1981, l'enceinte reçoit 7 308 spectateurs pour le match de quart de finale de Coupe de France entre le FC Martigues et le SEC Bastia. La saison suivante, il est décidé de supprimer la piste d'athlétisme et les gradins l'entourant. Des gradins démontables sont alors installés.
Lors de l'accession du FC Martigues en Division 1 en 1993, le stade Francis-Turcan est aménagé afin de pouvoir accueillir jusqu'à 11 500 spectateurs. Trois tribunes supplémentaires sont construites : la tribune Canal, le Pesage Est et le Pesage Ouest.
Pour la première fois depuis 22 ans, le club accède à la Ligue 2 à l'issue d'une saison mémorable. Le club, par la voix de son nouveau président, officialise alors la non homologation du stade pour la saison à venir. La ville de Martigues annonce des travaux d'homologation et plus largement de rénovation avec l'agrandissement des vestiaires, l'installation d'un PC sécurité et de caméras de surveillance, l'agrandissement de l'aire de jeu, la rénovation des tribunes et l'installation d'un nouveau système d'éclairage.

## Tribunes
Le stade comporte 4 tribunes, d'une capacité totale de 8 289 places. Les quatre tribunes sont :
- Tribune Paradis (latérale couverte) : 2 321 places
- Tribune Canal (latérale) : 2 942 places
- Tribune Pesage Est (face aux buts) : 1 513 places
- Tribune Pesage Ouest (tribune visiteurs face aux buts) : 1 513 places

## Événements

### Matchs internationaux
| Date        | Compétition  | Équipe 1     | Résultat | Équipe 2 | Affluence |
| ----------- | ------------ | ------------ | -------- | -------- | --------- |
| 5 mars 2014 | Match amical | Burkina Faso | 1 - 1    | Comores  | 3 000     |

### Matchs internationaux juniors
| Date            | Compétition                                         | Équipe 1 | Résultat         | Équipe 2   | Affluence |
| --------------- | --------------------------------------------------- | -------- | ---------------- | ---------- | --------- |
| 23 février 1983 | Euro U18 1983 (éliminatoires)                       | France   | 1 - 0            | Portugal   | 6 000     |
| 1er mai 1985    | Euro U18 1986 (éliminatoires)                       | France   | 1 - 1            | Espagne    | 7 021     |
| 11 octobre 1989 | Euro U18 1990 (éliminatoires)                       | France   | 0 - 0            | Angleterre | 8 000     |
| 20 janvier 1999 | Match amical espoirs                                | France   | 2 - 2            | Maroc      | 4 148     |
| 9 juin 2018     | Festival international espoirs 2018 (petite finale) | Turquie  | 0 - 0ap (5-3tab) | Écosse     | -         |
| 9 juin 2018     | Festival international espoirs 2018 (finale)        | Mexique  | 1 - 2            | Angleterre | -         |

### Coupe de France
Le tableau suivant indique les matchs de la Coupe de France disputés au stade Francis-Turcan en phase finale (hors FC Martigues).
| Date            | Tour          | Équipe 1                     | Résultat         | Équipe 2               | Affluence |
| --------------- | ------------- | ---------------------------- | ---------------- | ---------------------- | --------- |
| 8 février 1970  | 32e de finale | AC Arles                     | 3 - 1ap          | ESCN La Ciotat         | 3 154     |
| 28 janvier 1973 | 32e de finale | AC Ajaccio                   | 1 - 0            | FC Metz                | 4 928     |
| 31 janvier 1976 | 32e de finale | Montpellier PSCL             | 2 - 2ap (4-2tab) | SC Toulon              | 2 358     |
| 10 février 1979 | 32e de finale | Olympique de Marseille       | 3 - 1            | SC Toulon              | 5 838     |
| 10 février 1980 | 32e de finale | Olympique d'Alès-en-Cévennes | 3 - 2ap          | SC Toulon              | 590       |
| 13 février 1982 | 32e de finale | Olympique de Marseille       | 1 - 0            | Olympique avignonnais  | 4 436     |
| 11 mars 1988    | 32e de finale | SEC Bastia                   | 1 - 0            | Olympique de Marseille | 4 813     |
| 16 février 1990 | 32e de finale | Olympique avignonnais        | 3 - 2ap          | AS Monaco FC           | 3 000     |
| 8 février 1997  | 16e de finale | ES Vitrolles                 | 0 - 0ap (4-5tab) | US Créteil-Lusitanos   | 2 000     |
| 22 janvier 2000 | 32e de finale | US Marignane                 | 0 - 1            | RC Strasbourg          | 5 000     |
| 5 janvier 2014  | 32e de finale | AS La Cayolle                | 0 - 2            | FB Île-Rousse          | 2 500     |
| 7 janvier 2023  | 32e de finale | Olympique de Marseille       | 2 - 0            | Hyères 83 FC           | 8 000     |